# Курмыши (Чувашия)
Ку́рмыши (чув. Кăрмăш) — деревня в Чебоксарском районе Чувашской Республики. Административный центр Кшаушского сельского поселения.

## География
Находится в северной части Чувашии на расстоянии приблизительно 13 км на запад-юго-запад по прямой от районного центра поселка Кугеси.

## История
Известна с 1795 года как выселок деревни Котякова (ныне Большие Котяки) с 18 дворами. В 1859 году было учтено 17 дворов, 77 жителей, в 1897 — 82, в 1926 — 25 дворов, 100 жителей, в 1939—121 житель, в 1979—348. В 2002 году было 199 дворов, 2010—218 домохозяйств. В период коллективизации был образован колхоз «Осовиахим», в 2010 году работало ФГУП "Учебно-опытное хозяйство «Приволжское».

## Население
Постоянное население составляло 652 человека (чуваши 95 %) в 2002 году, 696 в 2010.